# Живіт архітектора
«Живіт архітектора» (італ. The Belly Of An Architect) — італійський драматичний фільм 1987 року режисера Пітера Гріневея. Рим у фільмі наповнений гігантськими спорудами. Для цього оператор використав панорамні кадри. Живіт є метафоричним образом архітектури «Вічного міста».

## Сюжет
Тяжкий і трагічний фільм, але якщо справді хочеться оцінити Рим у всій красі, то тобі сюди. Місто тут – не декорація, а дійова особа: величезні собори, площі та колонади регулярно зіставляються з дрібним та несуттєвим людським, що є в героях фільму. Гріневей нещадно заявляє, що все – тлінь, і часто вдається до чистого споглядання, залишаючи десь на другому плані саму історію, але для знайомства з римськими пейзажами тільки цього й потрібно.
Американський архітектор на ім'я Сторлі Креклайт (Браян Деннегі) відвідує Рим разом зі своєю дружиною Луїзою (Хлоя Вебб), щоб взяти участь в організації виставки, присвяченої французькому архітекторові XVIII століття Етьєнові-Луї Булле. Без видимої причини він починає відчувати сильний біль у животі. У той же час молодий чоловік починає залицятися до Луїзи. 

## Ролі виконують
- Браян Деннегі — Сторлі Креклайт
- Хлоя Вебб[en] — Луїза Креклайт
- Стефанія Казіні[it] — Флавія Спаклер
- Ламбер Вільсон — Каспасіан Спеклер
- Ванні Корбелліні[it] — Федеріко
- Франческо Карнелутті[it] — Пастаррі

## Навколо фільму
- Після виходу фільму Браян Деннегі сказав: «Я грав у багатьох кінострічках, але лише в одному фільмі».